# First Division (Malta) 1929/30
Die First Division 1929/30 war die 19. Spielzeit in der Geschichte der höchsten maltesischen Fußballliga. Meister wurden zum fünften Mal die Sliema Wanderers, die sich kampflos im Entscheidungsspiel gegen den FC St. George’s durchsetzen konnten.

## Vereine
Im Vergleich zur Vorsaison verzichtete Meister FC Floriana auf eine Teilnahme. Nach einem Jahr Unterbrechung nahmen Sliema Rangers, FC St. George’s und FC Cottonera wieder teil.

## Modus
Die Saison wurde in einer einfachen Runde ausgetragen. Für einen Sieg gab es zwei Punkte, für ein Unentschieden einen und für eine Niederlage keinen Punkt. Bei Punktgleichheit wurde um die Meisterschaft ein Entscheidungsspiel ausgetragen.

## Abschlusstabelle
| Pl. | Verein              | Sp. | S | U | N | Tore    | Quote | Punkte |
| --- | ------------------- | --- | - | - | - | ------- | ----- | ------ |
| 1.  | Sliema Wanderers 1  | 4   | 3 | 1 | 0 | 014:500 | 2,80  | 07:10  |
| 2.  | FC St. George’s (N) | 4   | 3 | 1 | 0 | 015:400 | 3,75  | 07:10  |
| 3.  | Valletta United     | 4   | 1 | 1 | 2 | 008:120 | 0,67  | 03:50  |
| 4.  | Sliema Rangers (N)  | 4   | 0 | 2 | 2 | 003:100 | 0,30  | 02:60  |
| 5.  | FC Cottonera (N)    | 4   | 0 | 1 | 3 | 003:120 | 0,25  | 01:70  |

Platzierungskriterien: 1. Punkte – 2. Torquotient
| Zum Saisonende 1929/30:                        |                                                              |
| Maltesischer Meister 1929/30: Sliema Wanderers |                                                              |
|                                                |                                                              |
| Zum Saisonende 1928/29:                        |                                                              |
| (M)                                            | Amtierender Meister: FC Floriana                             |
| (N)                                            | Neuaufsteiger: FC St. George’s, Sliema Rangers, FC Cottonera |

## Kreuztabelle
| 1929/30          | Sliema Wanderers | FC St. George’s | VUN | SRA | COT |
| ---------------- | ---------------- | --------------- | --- | --- | --- |
| Sliema Wanderers |                  | 3:3             | 3:2 | 4:0 | 4:0 |
| FC St. George’s  | –                |                 | 4:0 | 3:0 | 5:1 |
| Valletta United  | –                | –               |     | 3:3 | 3:2 |
| Sliema Rangers   | –                | –               | –   |     | 0:0 |
| FC Cottonera     | –                | –               | –   | –   |     |